# Prisca Demarez
 (janvier 2025).
 (janvier 2025).
Il peut être nécessaire de l'améliorer pour respecter le principe de neutralité de point de vue. Veuillez consulter la page de discussion pour plus de détails.

Prisca Demarez est une artiste, chanteuse et comédienne française.
Elle est principalement connue pour ses rôles dans les comédies musicales notamment Avenue Q, Cats, Oliver Twist…, dans des rôles au théâtre tels que Paprika ou encore Le Camion ainsi que pour sa participation au doublage des films Barbie Cœur de Princesse et La Reine des Neiges 2 produit par les studios Disney.
Elle reçoit le Trophée de la comédie musicale de la meilleure artiste interprète féminine en 2017 pour son rôle de Nancy dans la comédie musicale Oliver Twist ainsi que le Prix du Jury pour Coquelicot, son 2e One Woman Musical, à la 1ère édition du Festival de Théâtre de Solliès-Pont en 2024.

## Biographie
Après cinq années en tant que psychomotricienne sur l'île de La Réunion, Prisca Demarez y commence également une carrière de présentatrice radio et de chanteuse dans divers clubs de Jazz. De retour à Paris, elle se forme au théâtre dans l’école de Raymond Acquaviva et au chant avec Raymonde Viret.
Elle débute sur scène dans diverses pièces de théâtre comme Macbeth avant d'interpréter des œuvres comme Le Camion de Marguerite Duras. Parallèlement, elle joue dans de nombreuses comédies musicales telles que que Titanic, Cabaret, Mike laisse-nous t'aimer, Avenue Q, Blanche-Neige, French Cancan..et fait du doublage voix et chant de films et dessins animés. 
En 2015, elle décroche le rôle mythique de Grizabelle dans la version française de Cats produite par Stage Entertainment au Théâtre Mogador,. L’année suivante, elle rejoint la troupe d’Oliver Twist, le musical pour le rôle de Nancy, ce qui lui vaut le prix de l'artiste interprète féminine aux Trophées de la comédie musicale en 2017,. 
Puis en 2018, elle retrouve le théâtre pour incarner Clémentine dans Paprika,,[source insuffisante], écrit par Pierre Palmade et aux côtés de Victoria Abril au Théâtre de la Madeleine. Cette pièce, diffusée en direct sur France 2, a rassemblé 3,8 millions de téléspectateurs[source insuffisante].
En 2019, elle participe au doublage du film La Reine des Neiges 2 prêtant sa voix à la Reine Iduna, mère d'Elsa et Anna, en compagnie de Charlotte Hervieux, Dany Boon et Emmylou Homs[source insuffisante].
Octobre 2020, Prisca lance son premier One Woman Musical VRAIe ![source insuffisante] présenté au Théâtre de l'Archipel à Paris, accompagnée de John Florencio au piano et d'Erwan Le Guen au violoncelle[source insuffisante] suivi en juin 2022 de Coquelicot, son second One Woman Musical, au Théâtre de la Contrescarpe à Paris, accompagnée au piano par Shay Alon ou Stan Cramer,,.
En plus des pièces de théâtre, comédies musicales et doublages, Prisca se produit lors de concerts tels que Bond Symphonique,
Elle a également participé deux années consécutives au Festival de théâtre de Solliès-Pont au cours duquel elle a reçu le Prix du Jury en 2024 pour Coquelicot. Elle a également reçu un prix spécial d'interprétation pour La Femme qui voulait juste faire un gâteau au citron joué à l'édition 2025. 
Depuis Juillet 2025, elle a rejoint la distribution de la 2ème saison de La Voix d'Or dans le rôle de Christine Vercel au Théâtre de la Gaité Rive Gauche.

## Théâtre
- 2003 : 
  - Lecture de lettres de Poilus, mise en scène par Jean-Pierre André
  - Macbeth de William Shakespeare, mise en scène par Bella Grushka
- 2004 : La Double Inconstance de Marivaux, mise en scène par Raymond Acquaviva
- 2005 : La Surprise de l'amour de Marivaux, mise en scène par Christophe Luthringer
- 2008-2009 : Les 4 Vérités de Marcel Aymé, mise en scène par Raymond Acquaviva
- 2011 : Attention au départ de Patrick Veisselier, mise en scène par P. Chanfrey, au Théâtre des Blancs-Manteaux
- 2013 : Procès à domicile au Théâtre de la Main d'Or
- 2014 : Le Camion de Marguerite Duras, mise en scène par Carole André au Théâtre du Roi-René, Paris
- 2018 : 
  - Paprika de Pierre Palmade, mise en scène par Jeoffrey Bourdenet, avec Victoria Abril, Jean-Baptiste Maunier, Julien Cafaro et Jules Dousset au Théâtre de la Madeleine
  - Et pendant ce temps Simone veille au Théâtre de la Contrescarpe
- 2025 : La Femme qui voulait juste faire un gâteau au citron au Festival de Théâtre de Solliès-Pont

## Chant
- 2000-2001 : Duo jazz avec le pianiste Franck Jaccard
- 2002-2003,2016 : Chanteuse dans le quartet Jazz de Franck Jaccard[20]
- 2003 : Choriste de Laurent Voulzy, Victoires de la musique[pertinence contestée]
- 2005 : Choriste de Bénabar, émission Top of the Pops[pertinence contestée]
- 2005-2006 : Chanteuse à l’hôtel Royal Monceau, Paris[pertinence contestée]
- 2006 : Revue Ça sert à ça l’amour au cabaret Le Canotier du Pied de la Butte, Paris
- 2007 : Choriste émission Vivement dimanche de Michel Drucker, spécial années 1980[pertinence contestée]
- 2017 : Concert à Wambrechies[source secondaire souhaitée]
- 2018-2019 : Les Funambules au Théâtre de l’Alhambra, Paris
- 2018 : Reprise de Starmania dans la 2e édition des Trophées de la comédie musicale
- 2020 : Bond Symphonique, concert avec orchestre symphonique d'après les thèmes musicaux et les chansons des films de James Bond 007 les 14 et 15 mai au Grand Rex, Paris[21],[22]
- 2022 : Les Funambules :  ELLES au Théâtre de l'Européen, Paris
- 2023 : Bond Symphonique, les 11 et 12 février au Grand Rex, Paris et le 11 mars au Zénith de Lille
- 2024 : 
  - Bond Symphonique, les 15 et 16 mars au Grand Rex, Paris[23]
  - Vichy Féérie[24][source secondaire souhaitée][25], concert avec orchestre symphonique d'après des musiques emblématiques de dessins animés, le 9 août à l'Opéra de Vichy
  - Halloween dans les comédies musicales le 2 novembre au Billy Bob's Country Western Saloon au Disney Village
  - Concert de jazz le 31 décembre au Billy Bob's Country Western Saloon au Disney Village
- 2025 : Concerts au Billy Bob's Country Western Saloon au Disney Village

## Comédies musicales
- 2000 : Séga Pluriel, mise en scène par Patrick Pontgahet à La Réunion
- 2002-2003 : Paul et Virginie, mise en scène par Christophe Luthringer à La Réunion et en tournée à l'île Maurice et Madagascar
- 2005-2006 : Titanic de Caroline Neuville, mise en scène par Jean-Louis Grinda, à l'Opéra royal de Wallonie (Liège)
- 2007-2008 : Cabaret, mise en scène originale par Sam Mendes aux Folies Bergère
- 2008 : Jonas, la comédie musicale, mise en scène par Sophie Tellier au Théâtre de Saint-Léon, Paris
- 2010 : 
  - Souricolor, mise en scène par Christian Bruster au Théâtre Marsoulan, Paris
  - Les Nouvelles Aventures de Robin des Bois, mise en scène par Fred Colas au Théâtre Le Temple
  - Ces années-là, mise en scène par Roger Louret, Casino Barrière à Lille
  - Casting : rôle de Pamela Pouète à la Salle Gaveau et au Théâtre du Monte Charge à Avignon
- 2010-2011 : Mike Brant, laisse-nous t'aimer : rôle de Dominique au Théâtre Comédia
- 2012 : Avenue Q : rôles de Kate Monster et Lucie au Théâtre Bobino[26]
- 2013-2014 : Blanche-Neige : rôle de la Méchante Reine au Théâtre Bobino
- 2015 : Ordinary Day : rôle de Claire à la Comédie Nation[27], Paris
- 2015-2016 : Cats, le musical : rôles de Grizzy et Grizabella au Théâtre Mogador[28],[29],[30],[31],[32]
- 2016 : Oliver Twist, le musical : rôles de Nancy, madame Corney à la Salle Gaveau[33],[34],[35]
- 2025 : La Voix d'Or : rôle de Christine Vercel au Théâtre de la Gaité Rive Gauche à Paris[36]

## Seule en scène
- 2020-2021 : 
  - VRAIe ! : One Woman Show écrit et joué par Prisca et accompagnée par Erwan Le Guen (violoncelle) et John Florencio (piano), mise en scène par Papy, au Théâtre de l'Archipel à Paris[source secondaire souhaitée]
- 2022-2023 : 
  - Coquelicot : One Woman Musical écrit et joué par Prisca et accompagnée au piano par Shay Alon ou Stan Cramer, mise en scène par Franck Vincent[16], au Théâtre de la Contrescarpe à Paris
  - Coquelicot, accompagné au piano par Shay Alon, à l'île d'Yeu le 9 juillet et 20 août 2022
- 2024 : 
  - Coquelicot en Harmonie à L'Etoile-Scène de Mouvaux avec l'orchestre d'harmonie de Mouvaux[37][source insuffisante]
  - Coquelicot, accompagné au piano par Shay Alon, à la 1ère édition du Festival de Théâtre de Solliès-Pont[38]

## Filmographie

### Courts métrages
- 2010 : Requiem de Yan Pierre Le Luyer
- 2011 : All Turn de Vincent Cœur

### Télévision
- 2002 : Camion Bar (pilote) de Fred Eyrie
- 2004 : Boulevard du Palais (épisode Une mort de trop) de Pascale Dallet
- 2004 : Navarro (épisode Jour de colère) : une infirmière
- 2006 : Jardin d’Eden : Ève
- 2006 : Soaperette : Tiffany

## Doublage

### Cinéma
- 2004 : Barbie : Cœur de princesse : Erika (chant)
- 2014 : Tom et Jerry : Le Dragon Perdu : Drizelda (chant)
- 2015 : Trop fée, Clochette et les animaux de Noa : Noa (chant)
- 2018 : Le Retour de Mary Poppins : Ellen (Julie Walters) (chant)
- 2019 : La Reine des neiges 2 : Iduna[39],[40] (Evan Rachel Wood) (chant)
- 2022 : Il était une fois 2 : Malvina Monroe (Maya Rudolph)

### Télévision
- 2013 : La patrona : Gabriela Suárez/Veronica Dantès
- 2017 : 
  - Vampirina : Esmeralda
  - La Garde du Roi Lion : Mpishi
- 2017-2020 : Raiponce, la série : Frida la Furie (chant) et Cassandra (chant, à partir de la saison 2)
- 2019 : Helpsters : Symphonie Starlett
- 2020 : Hoops : Opa
- 2021 : Comptinie-les-oies : Hayley la comète
- 2022 : Hamster et Gretel : Stacy
- 2024 : Fraggle Rock, l'aventure continue : Leader

## Divers
- 2000-2002 : Emission radiophonique quotidienne à La Réunion[source secondaire souhaitée]
- 2006 : Publicité sur le site Internet de Cdiscount réalisée par Olivier Richard
- 2006-2011 : Défilés couture pour Eymeric François[source secondaire souhaitée]
- 2014 : Eurovartovision (parodie officielle de l'Eurovision[Quoi ?]) avec Frédéric Strouck
- 2018 : 
  - Colors Le spectacle : Miss Black
  - Présentatrice avec David Alexis de la 2e édition des Trophées de la comédie musicale
- 2019 : Colors Le spectacle : Miss Black
- 2021 : Cabaret 42° rue présenté par Laurent Valière sur France Musique et en direct du Carreau du Temple, VRAIe ! avec Prisca accompagnée par Erwan Le Guen (violoncelle) et John Florencio (piano)[41]

## Distinctions

### Récompenses
- 2017 : Les Trophées de la comédie musicale 2017 : Artiste Interprète Féminine[42] pour Oliver Twist, le musical.
- 2024 : 1ère édition du Festival de Théâtre de Solliès-Pont : Prix du Jury pour Coquelicot
- 2025 : 2ème édition du Festival de Théâtre de Solliès-Pont : Prix spécial d'interprétation pour La Femme qui voulait juste faire un gâteau au citron

### Nominations
- 2017 : Les Trophées de la comédie musicale : Artiste Interprète Féminine pour Oliver Twist, le musical
- 2023 : Les Trophées de la comédie musicale : deux nominations pour Coquelicot : Artiste Interprète Féminine et trophée de la Revue ou Spectacle Musical[43]

### Revue de presse
- Jacques Nerson, Nouvel OBS, 9 décembre 2022, « Une arme de séduction massive : Prisca Demarez avec Coquelicot »
- Françoise Krief, Campus, 10 février 2023, « Prisca Demarez est un joli  Coquelicot ! »
- Gilles Taillefer, En Coulisse, 12 février 2023, « Bond symphonique »

### Youtube
Voir Prisca Demarez dans Youtube